# What’s Twice?
What’s Twice? (стилизуется как WHAT'S TWICE?) — первый сборник-мини-альбом южнокорейской гёрл-группы Twice. Он был выпущен исключительно в Японии 24 февраля 2017 года лейблом Warner Music Japan. Состоит из четырех песен, включая три заглавных сингла из The Story Begins, Page Two и Twicecoaster: Lane 1.

## История
What’s Twice? был выпущен 24 февраля 2017 года в качестве рекламы для объявления их японского дебюта в июне 2017 года. Их первый японский альбом #Twice был выпущен 28 июня 2017 года и представляет собой компиляцию японских версий предыдущих корейских синглов.

## Коммерческий успех
#Twice дебютировал, достигнув 2 позиции в чарте альбомов Oricon и был сертифицирован RIAJ, продав более 250 000 физических копий.

## Трек-лист
| №                   | Название            | Текст песни                   | Музыка                                                                  | Аранжировка            | Длительность |
| ------------------- | ------------------- | ----------------------------- | ----------------------------------------------------------------------- | ---------------------- | ------------ |
| 1.                  | «Like Ooh-Ahh»      | Black Eyed Pilseung Sam Lewis | Black Eyed Pilseung Lewis                                               | Rado                   | 3:35         |
| 2.                  | «Cheer Up»          | Sam Lewis                     | Black Eyed Pilseung                                                     | Rado                   | 3:28         |
| 3.                  | «Touchdown»         | Mafly                         | Krissie Karlsson Karl Karlsson Nicki Karlsson EJ Show (Zoobeater Sound) | The Karlsson's EJ Show | 3:22         |
| 4.                  | «TT»                | Sam Lewis                     | Black Eyed Pilseung                                                     | Rado                   | 3:32         |
| Общая длительность: | Общая длительность: | Общая длительность:           | Общая длительность:                                                     | Общая длительность:    | 14:00        |

## Чарты
| Чарты (2017)       | Пиковые позиции |
| ------------------ | --------------- |
| Япония (Billboard) | 16              |